# Himno de Ceuta
Letra del Himno de Ceuta:
Salud, noble ciudad,

salud y honor.

Traemos para ti

rimas de paz y amor.
Ceuta, mi ciudad querida,

la siempre noble y leal,

cuantos a tus playas llegan

Encuentran aquí su hogar.
Avanzada en el Estrecho,

puente al África tendido,

no existe región de España

que, en ti, no forme su nido.
Eres la madre de todos;

triste y doliente en la guerra

y en la paz acogedora

como la nativa tierra.
Yo te canto, Ceuta amada.

Canto tu sol, tu alegría.

Canto tu gloriosa historia.

Canto, en ti, la Patria mía.
Y el grito de ¡Viva Ceuta!

suena en mi alma

cual eco fuerte

de un ¡Viva España!.
Salud, noble ciudad,

salud y honor.

El himno es para ti

canto de paz y amor.
Está disponible en calidad MP3 en la web oficial de la ciudad, www.ceuta.es
La letra del himno es de Luis García Rodríguez, y la música de Ángel García Ruiz y Matilde Tavera. Fue estrenado en el Teatro Cervantes el 5 de agosto de 1934, ejecutándose por la Orquesta Sinfónica con la cooperación de la Banda del Tercio y la Masa Coral. Declarado oficial por el ayuntamiento de la ciudad, el 24 del mismo mes.
Publicado en el Boletín Oficial del Estado número 67, de 14 de marzo de 1995.